# William Godwin
William Godwin (Wisbech, 3 de marzo de 1756 - Londres, 7 de abril de 1836) fue un político y escritor británico, considerado uno de los más importantes precursores del pensamiento anarquista. Es también famoso por las mujeres con las cuales estuvo vinculado durante su vida: se casó con la escritora feminista Mary Wollstonecraft en 1797 y junto a ella tuvo una hija, también llamada Mary, que ha pasado a la posteridad como la autora de la novela gótica Frankenstein.

## Vida y obra
William Godwin nació en Wisbech (Condado de Cambridge), tanto la familia paterna de William Godwin como la materna eran considerados como clase media, razón por la cual solo se puede considerar como una broma del propio William el hecho de que él, un político reformista y filósofo radical, intentara trazar su apellido hasta los tiempos de los normandos y vincularlo al gran conde Godwine. Ambos padres (John y Anne) eran considerados calvinistas estrictos. Su padre, un sacerdote separatista, murió joven y nunca inspiró mucho cariño o pena en su hijo; pero, a pesar de sus diferencias de opinión, las relaciones de afecto entre William y su madre siempre existieron hasta su muerte a una edad muy avanzada.
William fue educado en la profesión de su padre en la Academia Hoxton, donde estudió bajo la tutela del biógrafo Andrew Kippis y del enciclopedista Abraham Rees. Al principio era más radical en su calvinismo que sus propios profesores, llegando a ser considerado un sandemaniano o glasita (seguidor de John Glas).
Tras sus estudios ejerció como sacerdote calvinista en Ware, Stowmarket y Beaconsfield. Y fue en Stowmarket donde, a través de un amigo con fuertes opiniones republicanas llamado Joseph Fawcet, las enseñanzas de los filósofos franceses llegaron a él. En 1782 se trasladó a Londres, siendo todavía teóricamente un sacerdote, con la idea de regenerar la sociedad a través de su pluma — un verdadero entusiasta que no se encogía antes las conclusiones a las que le llevaban las premisas de las que partía. Adoptó los principios de los enciclopedistas, y en su ánimo estaba la abolición de todas las instituciones existentes: políticas, sociales y religiosas. Sin embargo, creía que un debate calmado era lo único que se necesitaba para realizar todo cambio, y desde el principio hasta el final de su carrera, despreció todo recurso a la violencia. Era un filósofo radical en el sentido más estricto del término.
Su primera obra fue la Vida de Lord Chatham (1783), publicada como anónima. Y, ya con su nombre, siguieron seis sermones sobre los personajes de Aarón, Hazael y Jesús, recogidos bajo el inapropiado apelativo de Esbozos de Historia (1784), y en los cuales, a pesar de aparecer en boca de un calvinista ortodoxo, enuncia la frase "El propio Dios no tiene derecho a ser un tirano". Con el apadrinamiento de Andrew Kippis, empezó a escribir en 1785 para el Annual Register y para otras publicaciones periódicas, produciendo también tres novelas de las que hoy día no se tiene más información. Los Esbozos de Historia Inglesa, escritos para el Annual Register desde 1785 en adelante todavía hoy día son estudiados. También se unió a un club denominado los "Revolucionarios", donde se asoció frecuentemente con Lord Stanhope, Horne Tooke y Thomas Holcroft. En este punto, su carrera eclesiástica había sido completamente abandonada.
En 1793, con la revolución francesa en pleno apogeo, Godwin publicó su obra magna sobre ciencias políticas: The Inquiry concerning Political Justice, and its Influence on General Virtue and Happiness ("Disquisición sobre la justicia política y su influencia en la virtud y felicidad de la gente"). Aunque, hoy día, este trabajo es poco conocido y menos leído, supuso un hito en el pensamiento inglés. Godwin nunca había sido un obrero en ningún momento de su vida, pero no obstante era un motor para los obreros: un motor con efectos políticos. Justicia Política se convirtió en una obra al mismo nivel de la Areopagitica de Milton, el Ensayo sobre la educación de Locke y el Emilio de Rousseau.
Con "Justicia política" el autor quería decir "la adopción de cualquier principio de moral y verdad en la práctica de una comunidad," y, por ello, el trabajo era una disquisición sobre los principios de la sociedad, del gobierno y de la moral. A lo largo del tiempo, Godwin se había "convencido de que la monarquía era una forma de gobierno inevitablemente corrupta," y deseando una forma de gobierno más sencilla, gradualmente empezó a considerar que "el propio gobierno en su esencia impide la mejora del pensamiento," lo que le reafirmó en los principios por los que más tarde sería conocido como uno de los precursores del anarquismo. La raíz de su pensamiento es la siguiente: las leyes que regulan la propiedad y la moral son inútiles si los hombres no son virtuosos y superfluas si lo son.
Godwin tuvo una considerable influencia en el pensamiento de su época. La fama que le dio "Justicia política" le atrajo la atención de otros pensadores notables como Coleridge, Priestley, Southey, Lamb, Hazlitt y Wordsworth. Solo cinco años después de la publicación de "Justicia Política", Malthus escribió su Ensayo sobre el principio de la población, en parte respondiendo a las ideas de Godwin. Años después el propio Godwin respondería a dicho ensayo con el suyo propio: Investigación sobre la población (1820). Burke consideró la obra de Godwin como "puro ateísmo defecado, el pensamiento de esa pútrida carcasa de la revolución francesa." Para muchos radicales, William Godwin se convirtió en un verdadero "profeta". Años después su influencia en escritores del Romanticismo como los poetas Lord Byron y Percy Bysshe Shelley sería considerable.
En 1797, se casó con Mary Wollstonecraft, famosa escritora que defendía fervientemente los derechos de la mujer,quien desgraciadamente murió producto de septicemia, once días tras el parto de quien sería la única hija de ambos, Mary Shelley.
Pero la fama se diluyó rápidamente. La violencia derivada de la revolución francesa, la acertada represión del gobierno y las disensiones entre radicales y moderados hicieron que Godwin dejara de tener un protagonismo político real. Su esposa murió pocos meses después de la boda durante el parto de Mary. Mary, a quien educó sobre principios tan estrictos del "racionalismo ilustrado", que su única posible rebelión fue la de escapar a los 17 años con Shelley (quien a la sazón era uno de los mejores discípulos y amigos del pensador). Al año siguiente a la muerte de Mary Wollstonecraft, Godwin publicó Memoirs of the Author of A Vindication of the Rights of Woman (Memorias de la autora de los derechos de la mujer), básicamente en memoria a su recién fallecida esposa. 
En 1801 se volvió a casar, esta vez con Mary Jane Clairmont, una suiza ginebrina que ya tenía dos hijos: Charles y Claire, y que le daría un segundo hijo propio: William. Pero este segundo matrimonio no sería muy feliz y le impuso importantes cargas familiares. A partir de entonces, Godwin habría de escribir fundamentalmente para ganar dinero, dedicándose incluso a la literatura infantil. En 1805 fundó una librería, que dirigió durante casi 20 años. Su círculo de amigos se hizo más reducido. Conoció a Shelley a quien apadrinó y de quien se hizo íntimo amigo. Pero, en 1814 su hija Mary y su hijastra Claire huyeron con Shelley, lo que terminó con la amistad entre los dos.
La última parte de su vida, Godwin la dedicó a la escritura de novelas, teniendo un éxito más o menos modesto; entre sus restantes obras de ficción más notables pueden citarse: la novela Caleb Williams (1794), el Mandeville (1817), Cloudesley (1830) y Deloraine (1833). También escribiría una Historia de la Commonwealth entre 1824 y 1828. En 1831 publicó la que sería su última colección de ensayos sobre filosofía política: Thoughts of Man.
Hacia el final de sus días, sus problemas económicos se vieron notablemente aliviados cuando en 1833 recibió una asignación económica de 220 libras anuales por el desempeño de un puesto oficial (ironías del destino que el padre del anarquismo terminara desempeñando un puesto en el gobierno). William Godwin murió a la edad de 80 años, olvidado de todos excepto de un pequeño grupo de amigos, y fue enterrado junto a su primera esposa en el cementerio londinense de Old St Pancras, aunque actualmente reposa junto a los restos de su hija Mary en Bournemouth.

## Pensamiento
Godwin creía en la capacidad de perfeccionarse del ser humano, en la idea de que no existen principios innatos, y por ello en la idea de que no existe una predisposición al mal. Consideraba que "nuestras virtudes y nuestros vicios pueden ser asociados a los incidentes que conforman la historia de nuestras vidas, y si dichos incidentes pudieran ser desprovistos de toda tendencia inapropiada, el vicio podría ser extirpado del mundo." Para él, todo control del hombre por el hombre era intolerable, y habría de llegar el día en que cada hombre, haciendo lo que pareciera justo a sus propios ojos, estaría haciendo de hecho lo que es mejor para la comunidad, porque todos se guiarían por los principios de la razón pura.
En Godwin, este optimismo extremo combinaba con una fuerte creencia en el determinismo y la idea de que las acciones malignas de los hombres son producidas por condiciones sociales corruptas que eran heredadas y que cambiando dichas condiciones se podría acabar con la maldad en el hombre.
Godwin no creía que toda coerción y violencia era inmoral per se, tal y como lo hicieron Bakunin y Tolstoy; de hecho reconocía la necesidad de un gobierno en el corto plazo. Pero tenía la esperanza de que llegaría el día en el que dicho gobierno fuese innecesario. Tampoco era un igualitario extremista, sino que pensaba que la discriminación basada en otros fundamentos que no fueran los propios méritos y habilidad era inmoral. 
Aunque su trabajo fue considerado demasiado radical por sus coetáneos, es sorprendente como muchas de sus propuestas, por entonces "anarquistas", en la actualidad son consideradas como evidentes en la sociedad occidental actual. Ejemplos de ello serían los siguientes:
- La gente debería ser juzgada solo por sus propios méritos.
- La guerra solo está justificada para proteger las libertades del país propio o las libertades de otro país.
- El colonialismo es inmoral.
- La democracia es más eficiente que otras formas de gobierno ya que permite que todos expresen su opinión en vez de centralizar el poder en una figura que puede equivocarse. No obstante hay que evitar que las decisiones de la mayoría pongan en peligro la libertad de aquellos que están en minoría.
- Es mejor que el gobierno esté cerca del pueblo.
- Los individuos deben ayudar a los que están necesitados.
- Los criminales deben ser rehabilitados.
- Todos deben tener una esfera de juicio privado sobre aquellos asuntos que no amenacen la seguridad y la libertad de otras personas (contrariamente a lo que las iglesias cristianas defendían en aquel tiempo).
- La censura evita que la verdad sea reconocida y solo debería ser admisible cuando existe un riesgo inmediato para la seguridad de la libertad de los demás individuos.

Por otra parte, su crítica a la educación estatal es algo que no ha sido aceptado por muchos, con la notable excepción de los liberales norteamericanos y los anarquistas.
Para Godwin, todas las reformas radicales que proponía habían de ser adoptadas tras un debate, y mediando un cambio maduro que resultase de ese debate. Así que, aunque Godwin aprobaba completamente los esquemas filosóficos de los precursores revolucionarios, llegó a ponerse al lado de Burke en cuanto a su oposición a la violencia como medio de alcanzar las reformas.
Hijo afectivo y siempre dispuesto a dar parte de un duramente ganado sueldo a más de un pobre, mantenía que una relación natural no podía tener deudas con ningún hombre, o que la gratitud a los padres o benefactores no tenía nada que ver con la justicia o la virtud. En una época en la que el código penal era tremendamente severo, discutía con seriedad sobre la conveniencia de todo tipo de castigos (y no solo la pena capital). La propiedad había de ser para el que más la necesitase. Sin embargo, pensaba que había necesidad de evitar toda violencia a la hora de poner en común la propiedad privada.